# Красные Мары
Кра́сные Ма́ры — посёлок в Спасском районе Нижегородской области России. Входит в состав Вазьянского сельсовета.

## География
Посёлок находится на расстоянии примерно 19 км (по прямой) к северо-западу от села Спасское, административного центра района.

## История
В 1642 году в этом месте освящена церковь Архангела Михаила, ставшая первым строением Маровского Крестовоздвиженского монастыря, существовавшего до 1764 года. В конце XIX века на развалинах монастыря возникла Маровская женская монастырская община, закрытая в 1920-х годах. С 2010 года началось возрождение монастыря.

## Население
| 2002 | 2010 |
| ---- | ---- |
| 3    | ↘0   |

### Национальный состав
Согласно результатам переписи 2002 года, в национальной структуре населения русские составляли 100 % из 3 чел.